# Oud Stadhuis (Maldegem)

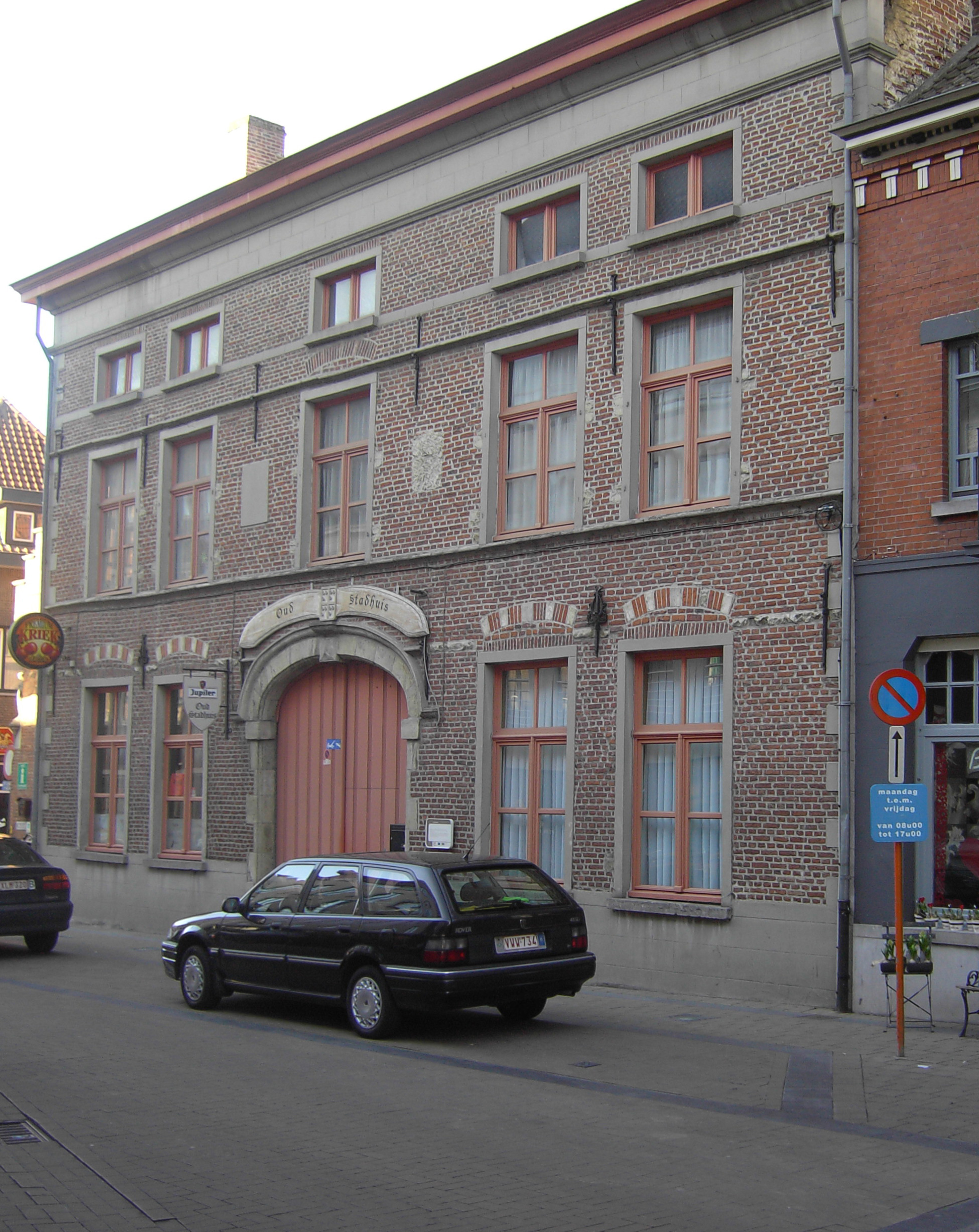
Herberg Oud Stadhuis

Het Oud stadhuis is een gebouw in de Oost-Vlaamse plaats Maldegem, gelegen aan Marktstraat 40.

## Geschiedenis
Het gebouw is geen stadhuis, maar een herberg. Het werd gebouwd in 1653 naast het Oud schepenhuis, op de plaats van een behuysde hofstede. De ambachtsraad gebruikte een grote zaal in het gebouw als raadszaal. Deze zaal was via een deur met het schepenhuis verbonden.
Nadat het ambacht in 1796 werd opgeheven, bleef het pand in bezit van de drie gemeenten (Maldegem, Adegem en Sint-Laureins) die uit het ambacht werden gevormd. In 1833 werd het verkocht aan brouwersfamilie Van Mullem. In 1904 was er onenigheid tussen het gemeentebestuur en de toenmalige eigenaar, die daarop het deurtje naar het schepenhuis dichtmetselde. Tot 2002 bleef het gebouw dienst doen als herberg en café, Herberg Oud Stadhuis genaamd.
Vroeger was dit ook een uitspanning, waarvan de brede, door een korfboog overwelfde, inrijpoort nog getuigt. De achteraanbouwen herbergden vroeger dan ook paardenstallen.